# Santuario del Señor de La Piedad

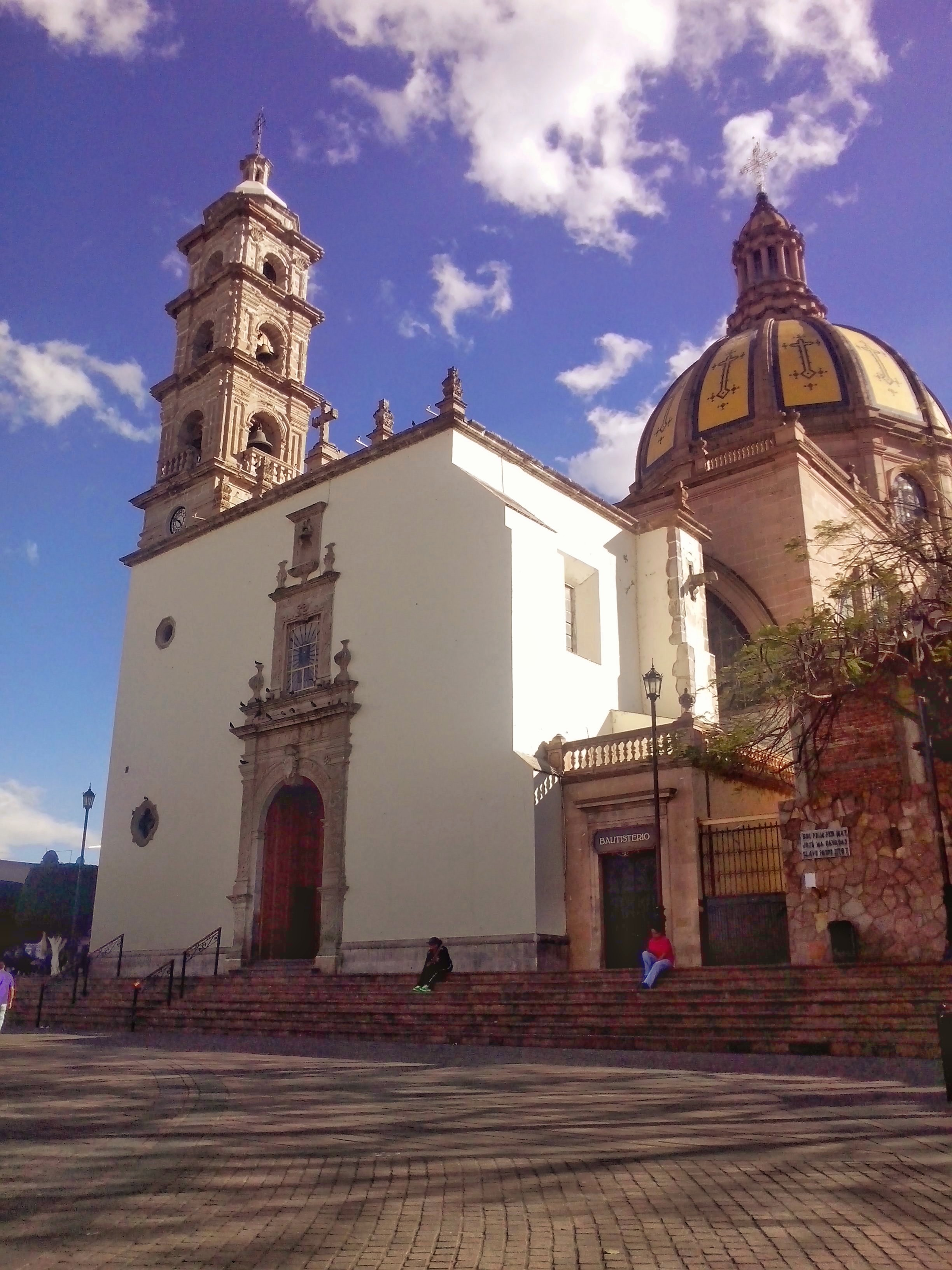
Fachada del santuario

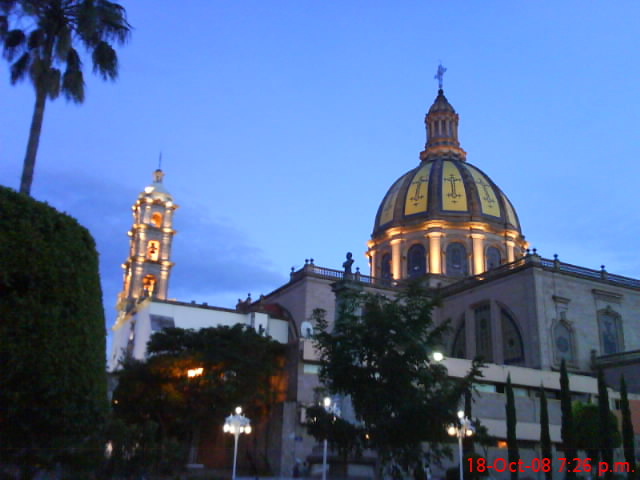
Vista del exterior al atardecer

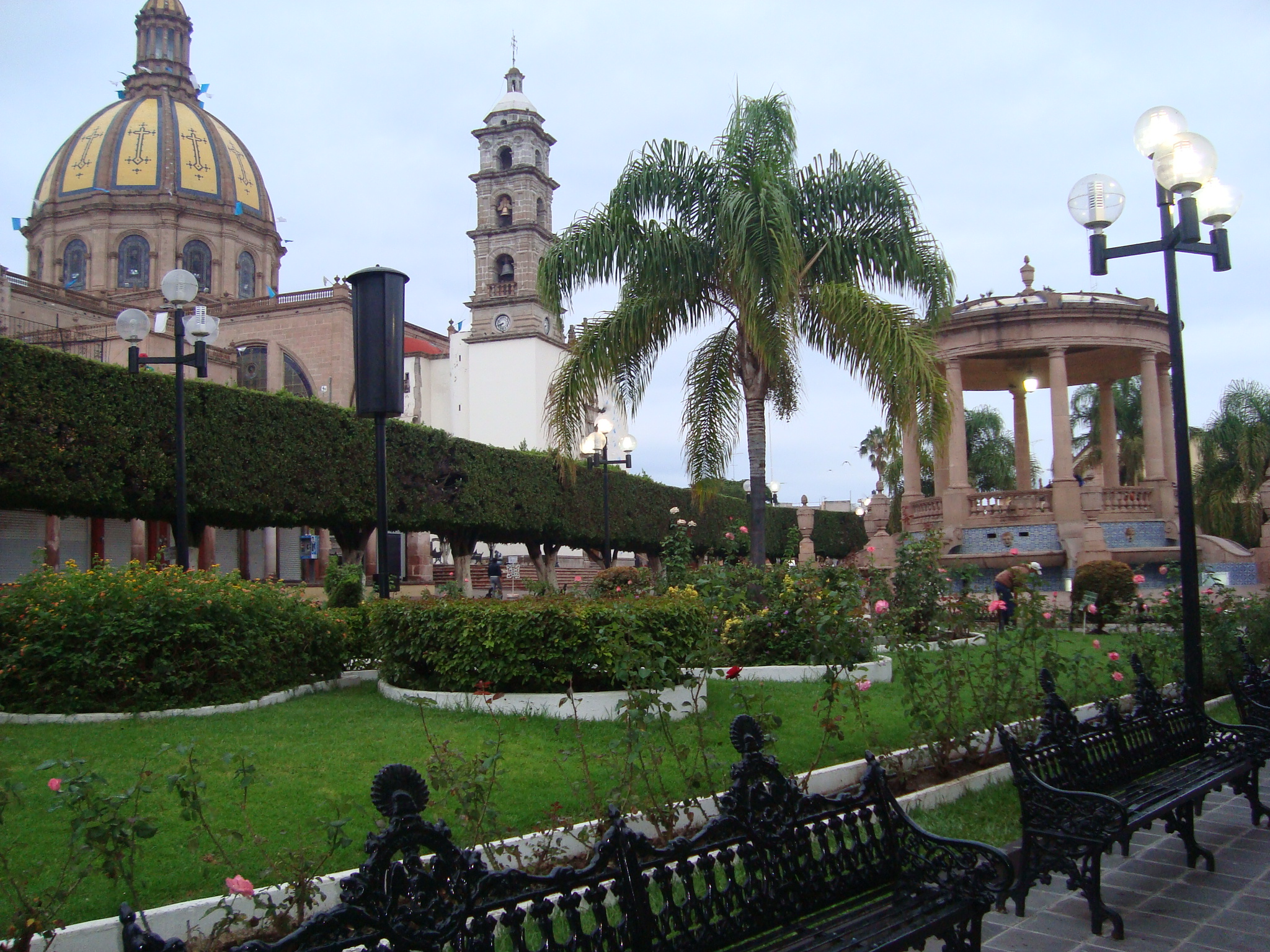
Vista desde la Plaza Principal y al fondo el santuario

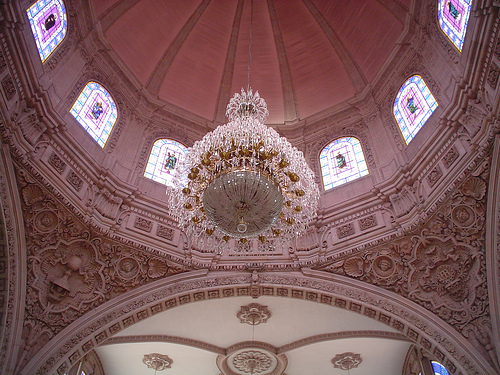
Candelabro y vista interior de la cúpula

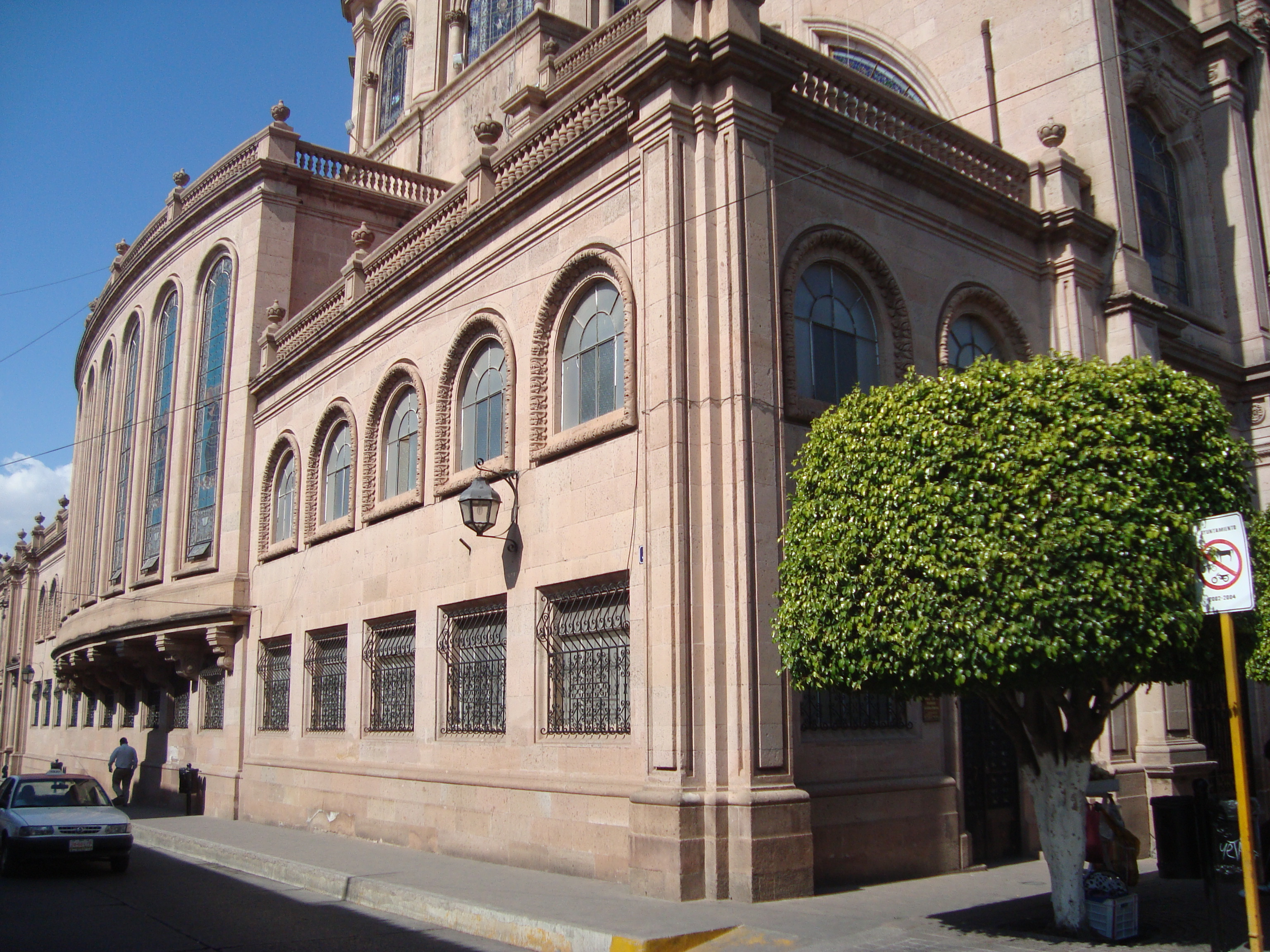
Vista desde la calle por atrás

El santuario del Señor de La Piedad es una majestuosa construcción del siglo XVIII ubicada en el centro histórico de la ciudad de La Piedad, México, cuya iglesia está dedicada al señor de La Piedad. Fue construida entre el año de 1741 a 1750 bajo la dirección del misionero y predicador fray Antonio Margil de Jesús.
Orgullo de los piedadenses, ostenta el título de ser la iglesia con la cúpula más grande del país y la tercera más grande de América Latina.

## Historia
El santuario del Señor de La Piedad, antigua y única parroquia durante más de dos siglos, debe su nombre a la milagrosa imagen de Jesús crucificado que se llama “Señor de La Piedad” y que, según una piadosa tradición, fue encontrada en un tronco de tepame el 24 de diciembre de 1687 por un indio llamado Juan Martín Uriarte, según el texto Vasco de Quiroga y obispado de Michoacán.
Cuenta otra historia, hallada en El Fénix del Amor, que a las orillas del río Lerma, al norte de Michoacán, en la estancia de La Huerta, entre los pueblos de Yurécuaro y Aramutarillo, en la víspera de Nochebuena, dos hombres, Juan de Aparicio Segura y Juan de la Cruz, encontraron en un leño de tepame la imagen de un Señor crucificado, después de quitarle la corteza, con la única diferencia de que traía la barba pegada al pecho. A los pocos días, pasaron tres indios del oriente, quienes eran escultores que buscaban imágenes que componer, ellos dieron encarnación al crucifijo y lo pusieron en una cruz, dándole la imagen que actualmente tiene, desapareciendo misteriosamente al terminar 
Posterior al milagroso hallazgo, se buscó nombre a la imagen y echaron en rifa varios títulos, y tres veces seguidas salió el Señor de La Piedad. Pusieron entonces en la ermita de ese pueblo al santo Cristo de Aramutarillo y le formaron cofradía para su culto. 
“El bulto” sacado del tronco del tepame, tomó la forma y figura de una perfecta imagen de Jesucristo. La devoción no solo envuelve con una corona de santidad la imagen del Cristo, sino que está profundamente persuadida de que Dios ha querido escoger de morada el antiguo villorrio que era San Sebastián Aramutarillo a finales del siglo XVII.
Se edificó entre los años de 1741 a 1750, con las aportaciones económicas del propietario de la hacienda de Santa Ana Pacueco, Pedro Pérez de Tagle. En este Santuario se celebró el 12 de octubre de 1763, el segundo matrimonio de Cristóbal Hidalgo y Costilla, quien había quedado viudo 2 años antes. Su segundo hijo, Miguel Hidalgo y Costilla, el padre de la patria, contaba con 10 años de edad.

## Festividades
La principal festividad que se realiza es el "Quincenario Eucarístico Mariano" (enlace roto disponible en Internet Archive; véase el historial, la primera versión y la última)., que se lleva a cabo anualmente del 1 al 15 de agosto en honor de la Virgen de la Asunción y que consiste en asistir a Misa y ofrecer la comunión por diversas causas, al comulgar se entregan las "palomitas" de papel que se ofrecen ante la imagen de la Virgen del Quincenario al término de éste. Cabe mencionar que hay dos grandes fiestas; la de inicio el día 1 de agosto y la de cierre el 15 de agosto que es la más importante. Otra festividad importante en la Ciudad es la celebración de la aparición de la imagen del Señor de la Piedad, que se lleva a cabo iniciando el 15 de diciembre de cada año con una gran fiesta llamada: "La Bajada" en el Santuario y la Plaza principal (centro). Siguiendo con una fiesta principal el 25 de diciembre (día de la aparición de la imagen del Cristo) y terminando el 11 de enero con otra fiesta en el centro de la Ciudad, conocida como "La Subida del Señor de La Piedad".
Eventualmente se organizan y dan conciertos de cámara en el interior de la parroquia, como el que ofreció  Raúl di Blasio  el 9 de octubre del 2024.

## Curiosidades
Al estar restaurando la torre de la iglesia, se encontraron perforaciones de balas y cañones, probablemente causados durante la época de la Revolución mexicana

## La Parroquia hoy
- Actualmente está terminada la reconstrucción de la torre del campanario.
- Se ha instalado un sistema de iluminación nocturna para la parroquia ver (enlace roto disponible en Internet Archive; véase el historial, la primera versión y la última). y en enero del 2016 se instaló el nuevo altar de cantera con imágenes grabadas con chapa de oro, ubicado en la nave central del Santuario.